# Atung Bungsu
Atung Bungsu is een bestuurslaag in het regentschap Pagar Alam van de provincie Zuid-Sumatra, Indonesië. Atung Bungsu telt 2784 inwoners (volkstelling 2010).